# 리시마코스
리시마코스(그리스어: Λυσίμαχος, 기원전 360년 - 기원전 281년)는 마케도니아 왕국의 장수로 알렉산드로스 대왕의 후계자였다. 기원전 306년에 왕위에 올라 트라키아와 소아시아, 마케도니아를 지배하였다.

## 생애

### 초기
리시마코스는 크란논 출신의 테살리아인 아가토클레스의 아들로 기원전 362년(또는 361년)에 태어났다. 그는 마케도니아에서 시민권을 얻어 펠라의 궁정에서 수학하였다. 그는 아마 필리포스 2세 시대에 소마토필라케스(왕의 경호대)로 임명된 듯 하다. 알렉산드로스 대왕이 페르시아를 원정할 당시 리시마코스는 대왕을 바로 옆에서 모시는 경호병이었다. 기원전 324년, 수사에서 그는 인디아 원정 중 공적을 인정받아 관을 수여받았다. 기원전 323년 알렉산드로스가 죽자 리시마코스는 트라키아를 다스리는 장군으로 임명되었다.

### 후계자
기원전 315년, 리시마코스는 카산드로스, 프톨레마이오스 1세, 셀레우코스 1세와 함께 안티고노스 1세에 대항하였으나, 안티고노스 1세는 트라키아인과 스키타이인들을 선동하여 리시마코스를 공격하게 하여 그의 관심을 돌려 버렸다. 기원전 309년, 리시마코스는 트라케 케르소네소스 반도와 본토 사이의 전략적 요충지에 리시마케이아 시를 건설하였다. 그는 안티고노스 1세의 선례를 따라 왕을 칭하였다.
기원전 302년 카산드로스, 프톨레마이오스 1세, 셀레우코스 1세가 두 번째로 협약을 맺을 당시, 리시마코스는 카산드로스에게서 병력 지원을 받아 별 저항 없이 소아시아에 진입하였다. 안티고노스 1세가 접근하자, 그는 헤라클레이아 근처의 겨울 숙영지로 물러나서 그곳 미망인 여왕인 페르시아 공주 아마스트리스와 혼인하였다. 셀레우코스 1세는 기원전 301년에 리시마코스와 합세하였으며, 이프소스 전투에서 안티고노스 1세를 격파하고 살해했다. 안티고노스 1세의 옛 영토는 승자들이 나누어 가졌다. 이 가운데 리시마코스는 리디아, 이오니아, 프리기아, 소아시아의 북쪽 해안을 챙겼다.

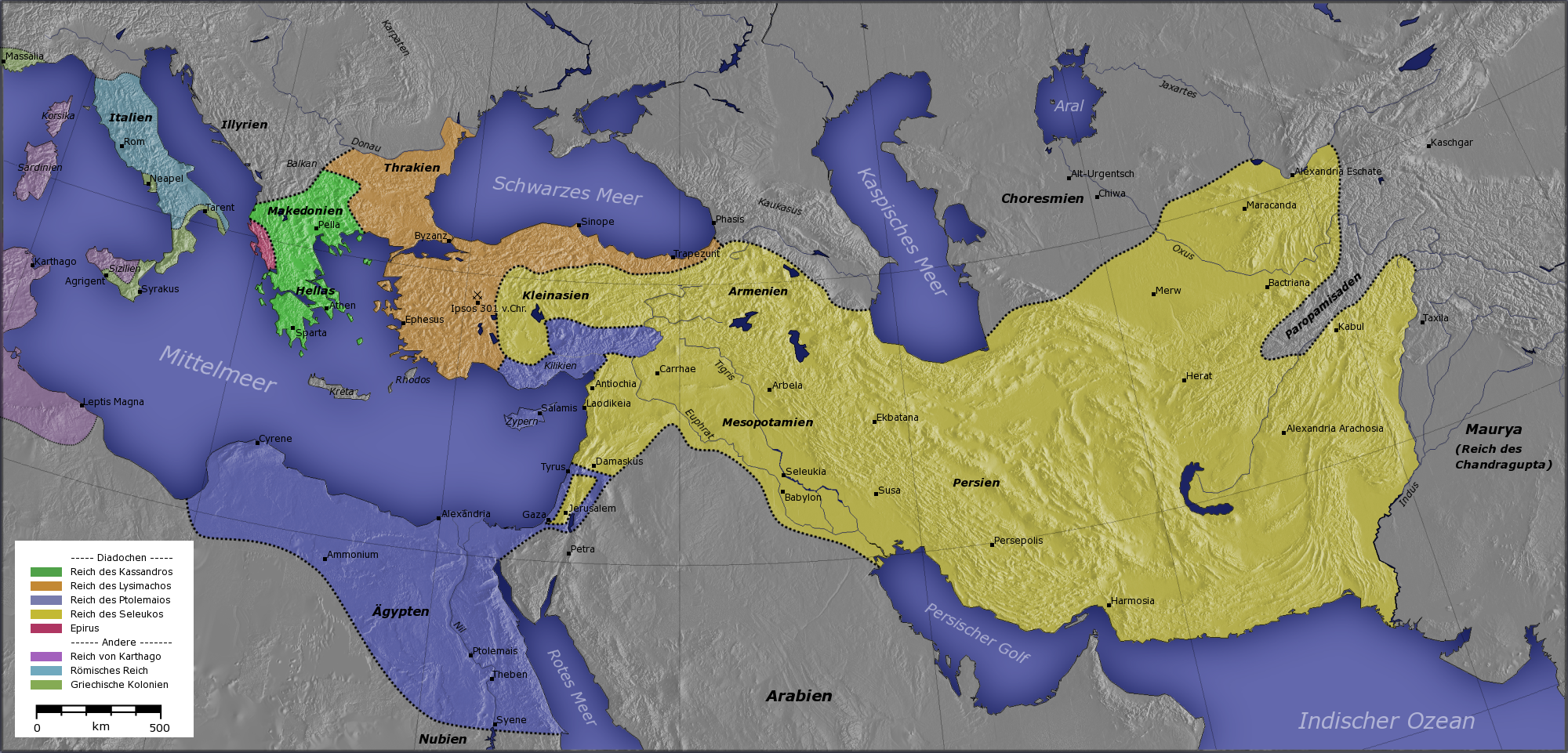
리시마코스의 영토
그 외 후계자 왕국
카산드로스의 영토
셀레우코스의 영토
프톨레마이오스의 영토
에페이로스
그 외
카르타고
로마
그리스 식민지

셀레우코스 1세의 세력이 위험할 정도로 커졌음을 느낀 리시마코스는 이제 이집트의 프톨레마이오스 1세와 동맹을 맺고, 그의 딸 아르시노에 2세와 결혼했다. 리시마코스와 이혼한 아마스트리스는 헤라클레이아로 돌아갔다. 기원전 297년 안티고노스 1세의 아들인 데메트리오스 1세 폴리오르케테스가 리시마코스에 대한 적의를 새롭게 다질 때 리시마코스는 그가 그리스에 없는 틈을 타 소아시아의 그의 도시들을 장악하였으나, 기원전 294년에 화의를 맺어 데메트리오스 1세를 마케도니아의 군주로 인정하였다. 리시마코스는 자신의 세력권을 도나우강 이북까지 넓히고자 하였으나, 게타이 왕 드로미차에테스(드로미헤테)에게 패배하여 사로잡혔는데 게타이 왕은 우호적인 조건을 내걸고 그를 풀어주었다. 그 다음에 데메트리오스1세가 트라키아를 위협하였으나, 보이오티아에서 갑자기 반란이 일어난데다 에페이로스의 피로스에게서 공격을 받아 퇴각할 수밖에 없었다.
기원전 288년 리시마코스와 피로스는 차례로 마케도니아를 침공하였으며, 결국 데메트리오스 1세를 나라 밖으로 쫓아내었다. 리시마코스는 피로스에게 약 여섯 달 동안 마케도니아 왕위와 소유권을 넘겨주었다가 다시 침공하였다. 잠시 두 사람은 공동 통치를 하였으나, 기원전 285년에 리시마코스는 피로스를 추방하였다.

## 말년
리시마코스는 국내 문제로 비참한 말년을 보냈다. 아마스트리스는 두 아들에게 살해당하였는데, 리시마코스는 이들을 배반하고 처형하였다. 그가 돌아올 때 아르시노에가 헤라클레이아를 선물로 요구하자, 이 도시를 해방시키겠다고 약속하고 청을 들어주었다. 기원전 284년에 아르시노에는 왕자들 가운데 한 명인 리시마코스의 장남 아가토클레스가 왕위를 계승하는 것을 원치 않아, 남매 지간인 프톨레마이오스 케라우노스의 도움을 받아 리시마코스를 상대로 음모를 꾸몄는데, 이들은 아가토클레스가 왕위를 장악하기 위해 셀레우코스 1세와 공모하였다고 그를 고발하여 처형시켰다.
리시마코스의 잔학한 행위는 큰 공분을 샀다. 소아시아의 여러 도시들이 반란을 일으켰으며, 그가 가장 신뢰하던 친구들도 그를 버렸다. 아가토클레스의 미망인 리산드라는 셀레우코스 1세에게 달아났으며, 셀레우코스 1세는 즉시 리시마코스의 소아시아 영토를 침공하였다. 기원전 281년에 리시마코스는 헬레스폰토스를 건너 리디아로 갔으나 코루페디온 전투에서 전사했고, 며칠 뒤 리시마코스의 시신이 전장에서 발견되었는데, 새가 시신을 훼손하지 못하도록 그의 충견이 지키고 있었다.
시신은 아들 알렉산드로스에게 인계되어 리시마케이아에 매장되었다.